# Winnetka Challenger 1991
Il Winnetka Challenger 1991 è stato un torneo di tennis facente parte della categoria ATP Challenger Series nell'ambito dell'ATP Challenger Series 1991. Il torneo si è giocato a Winnetka negli Stati Uniti dal 29 luglio al 4 agosto 1991 su campi in cemento.

## Vincitori

### Singolare
Byron Black ha battuto in finale  Todd Martin con il punteggio di 6–4, 4–6, 6–2

### Doppio
Byron Black /  Scott Melville hanno battuto in finale  Keith Evans /  Dave Randall con il punteggio di 6–4, 4–6, 6–2